# Pontodrilus litoralis
Pontodrilus litoralis är en ringmaskart som först beskrevs av Grube 1855.  Pontodrilus litoralis ingår i släktet Pontodrilus och familjen Megascolecidae. Inga underarter finns listade i Catalogue of Life.